# Calle de Marcelo Usera
La calle de Marcelo Usera es una vía urbana de la ciudad de Madrid

## Descripción
Constituye el eje principal del distrito de Usera, al sur de la ciudad de Madrid. Mide 1,6 km aproximadamente, comunica la glorieta de Cádiz con la plaza de Fernández Ladreda (comúnmente conocida como Plaza Elíptica). Es una calle con una importante vida comercial. Cuenta en la mayor parte de su trazado con un solo carril por dirección para el tráfico de vehículos.
Separa el barrio de Moscardó de los de Almendrales, Pradolongo y Zofío.
El nombre de la calle viene del coronel Marcelo Usera, el empresario y militar que planteó la edificación de la zona en la década de 1920.